# Torpedo fuscomaculata
Cá đuối điện đốm đen, Torpedo fuscomaculata, là một loài cá đuối điện trong họ Torpedinidae, được biết đến nhờ khả năng tạo ra điện giật. Đây là loài đặc hữu của Nam Phi và có thể ở nhiều hòn đảo Ấn Độ Dương, dù khu vực sau có thể là loài khác chưa được mô tả. Bề ngoài của nói giống như loài Gulf torpedo (Torpedo sinuspersici), nhưng xỉn màu hơn.

## Phân bố
Loài này xuất hiện ở tây Ấn Độ Dương, từ Nam Phi phía đông của Cape Agulhas đến Zanzibar, và có khả năng xa đến phía bắc Kenya. Có báo cáo ghi nhận loài này từ Somalia nhưng chưa được xác nhận. Nó cũng được tìm thấy xung quanh Madagascar, Seychelles, và Mauritius. Nó thường hiện diện ở cửa sông và khu vực bãi triều độ sâu 439 m, cũng như trong khu vực cát gần rạn san hô đá sâu.

## Mô tả
Chiều dài được báo cáo tối đa là 64 cm..